# Ryszard Kołakowski
Ryszard Kołakowski (ur. 1954, zm. 14 października 1988) – polski taternik, alpinista i himalaista, absolwent Politechniki Warszawskiej. Wspinał się w Tatrach, Alpach, na Kaukazie, w Ameryce Południowej i w Himalajach. W 1988 w czasie wyprawy kierowanej przez Annę Czerwińską zdobył Makalu w Himalajach wraz z Tomaszem Kopysiem, zginął jednak 14 października w czasie zejścia ze szczytu.
Wykaz głównych przejść:
1. Kościelec – wschodnia ściana, z Jurkiem Brenejzenem, zima 1977/78
2. Skrajny Granat – żleb „Drege’a”, z Jurkiem Brenejzenem, zima 1977/78
3. Zamarła Turnia – „Klasyczna”, z Jurkiem Brenejzenem, zima 1977/78
4. Toris Dents du Pelvoux – kuluar „Chaud”,Alpy, z Jurkiem Brenejzenem, lato 1978
5. Barre des Ecrius – południowy filar, Alpy, z Jurkiem Brenejzenem, lato 1978
6. Grand Pic de la Mije – południowa ściana, Alpy, z Jurkiem Brenejzenem, lato 1978
7. Wyżnia Mnichowa – „Przełączka Stanisławskiego”, z Jaśkiem Grudniewiczem, zima 1978/79
8. Mont Blanc – ostroga „Brenvy”, Alpy, z Wiesiek Grzybowskim, lato 1979
9. Petit Dru – południowa ściana „Allain”, Alpy, z Wiesiek Grzybowskim, lato 1979
10. Les Courtes – południowa ściana „Deska Szwajcarska”, Alpy, z Tomkiem Kopysiem, lato 1979
11. Wielki Mięguszowiecki Szczyt – pn ściana „Direttissima”, z Andrzejem Królem, zima 1979/80
12. Kazalnica Mięguszowiecka – kant filara, z Wacławem „Wacio” Sonelskim, lato 1980
13. Filar Wołowego Grzbietu, z Jurkiem Brenejzenem, zima 1980/81
14. Aiguille Verte – Nant Blanc flanke, Alpy, z Tomkiem Kopysiem, lato 1981
15. Aiguille de Roc – południowy filar „Cordier”, Alpy, z Tomkiem Kopysiem, lato 1981
16. Grandes Jorasses – filar Walkera, Alpy, z Tomkiem Kopysiem, lato 1981
17. Kocioł Kazalnicy – „Sprężyna” z Adamem Smólskim, Andrzejem „Zakrześ” Zakrzewskim, lato 1982
18. Kazalnica Mięguszowiecka – „Warianty Małolata”, z Piotrem Panufnikiem, lato 1982
19. Mięguszowiecki Szczyt Wielki północny filar, z Piotrem Barabasiem, zima 1982/83
20. Pik Komunizma, Pamir, z Tomkiem Kopysiem, lato 1983
21. Kazalnica Mięguszowiecka – „Schody do nieba”, z Jackiem Tafelem, lato 1983
22. Kazalnica Mięguszowiecka – „Momatiukówka”, z Arturem Sułkowskim, lato 1983
23. Kazalnica Mięguszowiecka – lewa część „Długosz”, z Tomkiem Kopysiem, zima 1983/84
24. Pik Szczurowskiego, Kaukaz – środkiem północnej ściany, drogą Kensickiego „Avangard”, pierwsze wejście zimowe, z Janem Wolfem i Tomkiem Kopysiem, zima 1983/84
25. Mięguszowiecki Szczyt Wielki – „Szare Zacięcie” + filar + kopuła szczytowa, z Arturem Sułkowskim, zima 1984/85
26. Elbrus, Kaukaz, pierwsze wejście zimowe, z Tomkiem Kopysiem, zima 1985
27. Baszkara, Kaukaz – nowa droga środkiem północnej ściany (centralny kuluar) – zarazem pierwsze wejście zimowe, z Tomkiem Kopysiem, zima 1985
28. Rumanowy Szczyt – północno-wschodnia ściana (korytem + północny filar), z Tomkiem Czarskim, zima 1985/86
29. Satopanth 7075 m n.p.m. – pierwsze przejście południowej ściany, Himalaje, z Tomkiem Kopysiem, lato 1986
30. Aconcagua 5462 m n.p.m. – przejście południowej ściany filarem jugosłowiańskim, Andy, z Leszkiem Cichym, zima 1987
31. Brigupanth 6772 m n.p.m. – pierwsze przejście zachodnim filarem, Himalaje, ze Zbyszkiem Krośkiewiczem, lato 1987
32. Galeria Gankowa – północno-zachodnia ściana droga „Łapińskiego-Paszuchy, z Jurkiem Brenejzenem, zima 1987/88